# Journey's End (2017)
Journey's End is een Britse oorlogsfilm uit 2017, geregisseerd door Saul Dibb en gebaseerd op het gelijknamige toneelstuk uit 1928 van R.C. Sherriff. De film is de vijfde verfilming van het stuk, na Journey's End (1930), The Other Side (1931), Aces High (1976) en de BBC televisiefilm Journey's End (1988).

## Verhaal
In maart 1918, tegen het einde van de Eerste Wereldoorlog, wachtte een kleine groep soldaten in de loopgraven van de Aisne op de dood onder vijandelijke beschietingen. De achttienjarige tweede luitenant Raleigh voegt zich bij de mannen onder leiding van zijn jeugdvriend, de twintigjarige kapitein Stanhope.

## Rolverdeling
| Acteur           | Personage                 |
| ---------------- | ------------------------- |
| Asa Butterfield  | Tweede luitenant Raleigh  |
| Sam Claflin      | Kapitein Stanhope         |
| Paul Bettany     | Luitenant 'Uncle' Osborne |
| Tom Sturridge    | Tweede luitenant Hibbert  |
| Toby Jones       | Private Mason (de kok)    |
| Stephen Graham   | Tweede luitenant Trotter  |
| Robert Glenister | De kolonel                |

## Productie
De producent van de film bevestigde dat Benedict Cumberbatch, Tom Hiddleston en Eddie Redmayne de ideale cast zouden kunnen zijn, maar dat er nog geen acteurs waren benaderd. Verdere persinformatie in december 2016 kondigde aan dat de cast Paul Bettany, Tom Sturridge en Toby Jones zou omvatten, en dat de film in 2017 zou uitkomen.
De productie werd gemaakt in Pinewood Studios Wales, Cardiff in Wales en op locatie in Suffolk, Engeland.

## Release
De film ging in première op 8 september 2017 op het Internationaal filmfestival van Toronto. Daar werd het vertoond in de sectie "Speciale presentaties".

## Ontvangst
Op Rotten Tomatoes heeft Journey's End een waarde van 91% en een gemiddelde score van 7,5/10, gebaseerd op 102 recensies. Op Metacritic heeft de film een gemiddelde score van 73/100, gebaseerd op 28 recensies.

## Prijzen en nominaties
| Jaar | Prijs                                | Categorie                | Genomineerde(n)                      | Uitslag     |
| ---- | ------------------------------------ | ------------------------ | ------------------------------------ | ----------- |
| 2018 | Beijing International Film Festival  | Beste film               | Saul Dibb                            | Genomineerd |
| 2018 | Beijing International Film Festival  | Beste mannelijke bijrol  | Paul Bettany                         | Genomineerd |
| 2018 | Beijing International Film Festival  | Beste muziek             | Hildur Guðnadóttir & Natalie Holt    | Genomineerd |
| 2018 | Evening Standard British Film Awards | Beste acteur             | Sam Claflin                          | Genomineerd |
| 2018 | Transatlantyk Festival: Lodz         | Sectie "Nieuwe bioscoop" | Saul Dibb                            | Genomineerd |
| 2018 | Veterans Film Festival               | Beste mannelijke acteur  | Sam Claflin                          | Gewonnen    |
| 2018 | Waterloo Historical Film Festival    | Beste set en kostuum     | Kristian Milsted & Anushia Nieradzik | Gewonnen    |